# Avinash Dixit
Avinash Dixit (Bombaim, 6 de agosto de 1944) é um economista norte-americano de origem indiana. As suas pesquisas abrangem um vasto leque de áreas: a teoria microeconómica, a teoria dos jogos, a teoria do comércio internacional, a organização industrial, as teorias do crescimento e do desenvolvimento, a economia pública, a economia política e a nova economia institucional.
Dixit é professor na Universidade de Princeton desde 1989. Foi presidente da Sociedade de Econometria em 2001, e vice-presidente da American Economic Association em 2002. Foi eleito para a Academia Americana das Artes e Ciências em 1992 e da National Academy of Sciences em 2005. 
Avinash Dixit estudou matemática na Universidade de Bombaim (bacharelato em 1963) e um ano na  Universidade de Cambridge (mestrado em 1965). O seu orientador em Cambridge fê-lo ler Fundamentos da Análise Económica, de Paul Samuelson, e Dixit interessou-se pouco a pouco pelo assunto. Obteve o doutoramento em economia pelo Massachusetts Institute of Technology.
Recebeu em 2001 o Prémio John von Neumann.

## Publicações
Avinash Dixit publicou vários livros e manuais, além de numerosos artigos. 
Manuais
- Optimization in Economic Theory, Oxford University Press, 1976
- The Theory of Equilibrium Growth, Oxford University Press 1976
- Games of Strategy, com Susan Skeath, W.W. Norton, 1999